# Juan Manuel Bonifaz
Juan Manuel Bonifaz (Fuenmayor, 9 de junio de 1805 – Montevideo, 21 de julio de 1886) fue un preceptor y pedagogo que se desempeñó en Uruguay y Argentina.

## Biografía
Nacido en 1805 en Fuenmayor, Logroño, España, recibió una buena educación, de acuerdo a la acomodada posición de su familia. A los 21 años viajó a París. En 1830 llegó a la región del Río de la Plata y comenzó a ejercer el magisterio en Argentina, donde enseñó en el Liceo y en el Gimnasio argentino, así como en el Colegio bonaerense. Se radicó en Uruguay en 1837, año en el que fundó el “Colegio Oriental” en Montevideo. Además ocupó diversos cargos en la escuela pública: fue preceptor, director e inspector general. En 1853 dirigió la Escuela del Carmen para negros y mulatos. También tuvo colegios en Buenos Aires y Corrientes.

## Obra
Se destacó por elaborar métodos pedagógicos originales, ya que escribió textos de enseñanza elemental sobre gramática, el cuerpo humano, creencias católicas, reglas de higiene y pautas de conducta, narrados en verso para que los alumnos aprendieran más fácilmente. Este método fue elogiado por Domingo Faustino Sarmiento. Usando la misma técnica, elaboró un tratado de “Gramática y ortografía castellana” (1841). A lo largo de sus textos también desarrolló nociones de fonética.